# Голландский пассаж
«Голландский пассаж» — российский детективный 12-серийный телесериал 2006 года. На DVD фильм указан как «Бандитский Петербург. Фильм 9. Голландский пассаж». Но в августе 2007 года вышел на телеканале «Россия» под названием «Голландский пассаж». Сценарий построен как продолжение сериала «Бандитский Петербург», однако является отдельным авторским произведением.

## Сюжет
К «Сохатому» через воров из Красноярска обращаются японцы под руководством Накамуры сан с целью получения поддержки от Сохатого в приобретении морского порта Санкт-Петербурга. Баюн просит Сохатого посодействовать японцам. Сохатый соглашается. Нефедов возвращается из Швейцарии, где он проходил длительное лечение от полученного ранения от выстрела Тати, телохранительницы Большакова. Нефедов приезжает в компании своей повзрослевшей дочери Марины, планирующей приобрести ночной клуб. Новый помощник Нефедова — Борис Бельковский сообщает своему руководителю, что некоторые коммерсанты отказываются работать с Нефедовым, как позже выясняется, что это произошло с подачи Сохатого, имеющего к Нефедову финансовые претензии из-за несоответствия размера долга Нефедова и реальной рыночной стоимости отданного им за долги Терминала. Сохатый требует расплатиться акциями морского порта, на который имеют виды японцы.
Параллельно к Нефедову обращается его старый друг и известный в определённых кругах аферист — Макс, который намерен продать инвесторам из Голландии проект по строительству в Санкт-Петербурге большого бизнес-центра под названием «Голландский пассаж». Данный проект сулит большую прибыль, но в то же время требует решительных действий: приобретение земельного участка площадью около 20 гектар, а также получение разрешения на строительство от администрации города в короткие сроки. Учитывая все эти нюансы, Макс обращается по старой дружбе к Нефедову за помощью и содействием в реализации сделки по продаже проекта «Голландский пассаж». Нефедов хоть сначала и неохотно, но соглашается на участие по продаже проекта «Голландский пассаж».
Нефедов понимая, что реализация проекта требует существенных финансовых вложений, решил обратиться к Звереву, проживающему в Швеции. Зверев занимается управлением компаниями дочери Панкратова. Нефедов просит у Зверева под проценты в долг большую сумму денег. Зверев ответил, что ему нужно время подумать.
Сергей Сергеевич Журавский преследует цель вернуть морской порт Санкт-Петербурга в собственность государства. Узнав по запеленгованному телефонному звонку, что Нефедов обратился к Звереву для получения большой суммы в долг, Журавский решил предложить Звереву занять денежные средства под залог акций морского порта в замен на амнистию прошлых преступлений Зверева и компенсацию денег за акции порта. В то же время Журавский намеревается сделать так, чтобы Нефедов не смог отдать долг Звереву. В итоге Нефедов получает денежные средства от Зверева под залог акций морского порта.
Журавский также решается внедрить в окружение Нефедова своего сотрудника — капитана Колосова. Колосов прибывает в Петербург в статусе милиционера и устраивается работать в отдел к Кудасову. Журавский нарочно обеспечивает Колосову репутацию продажного сотрудника из Москвы, чтобы подручные Нефедова обратили на него внимание и захотели бы с ним работать для получения информации из отдела Кудасова.
По прибытии из Швеции Нефедову назначает встречу Сохатый. Сохатый требует акции морского порта, но Нефедов заявляет, что отдал их под залог Звереву и оставляет сведения о Звереве для проверки факта залога. Нефедов просит пару недель отсрочки для передачи акций порта. Сохатый невольно соглашается.
Неожиданно в Питере объявляется сын Сохатого — Володя, который любит вечеринки, посещать казино, находиться в компании девушек. Сохатый, узнав от своего помощника Темака о прибытии сына, навещает его и советует как можно раньше покинуть город.
Марина, дочь Нефедова, добившись от отца покупки ночного клуба, открывает заведение. Марина случайно сталкивается в своем клубе с Володей, сыном Сохатого, который влюбляется в дочь Нефедова. Марина также знакомится в клубе и с Колосовым, к которому у неё появляется симпатия.
Нефедов, узнав, что сын Сохатого ухаживает за его дочерью, решает немедленно воспользоваться таким обстоятельством. Нефедом назначает встречу Сохатому, на которой сообщает, что они могут стать родственниками, что, в свою очередь, вызывает восторг у Сохатого. Данное обстоятельство позволяет Нефедову получить у Сохатого более длительную отсрочку по передаче акций порта.
Тем временем, Нефедов и его подручный Бельковский устраняют ряд чиновников из городской администрации и добиваются назначения лояльных лиц, обеспечивающих получение разрешения на строительство бизнес-центра «Голландский пассаж» до прибытия голландского инвестора Ван Миллера. Землю Нефедов получил за счет рэкета владельцев одного из завода. Последний владелец проданного завода успевает дать интервью оператору Филиппу, который впоследствии погибает от рук киллера. В интервью указывается, что земля была приобретена за счет рейдерских действий Нефедова, и что последний устраняет не лояльных ему чиновников для реализации проекта «Голландский пассаж». Запись с интервью успевает забрать с места преступления журналист Никифоров. Продажный сотрудник внутренних дел майор Наталья Анисимова не успевает понять сразу, что кассета именно у Никифорова.
Кудасов подозревает, что в его отделе завелся «крот», который предоставляет бандитам информацию о деятельности его отдела. Никифоров, укрываемый Кудасовым у себя дома, подозревает именно Анисимову. Подстроенная Кудасовым проверка на хоккейном стадионе это подтверждает. На одном из следственных экспериментов Анисимова себя выдает и погибает от выстрела Кудасова.
Ван Миллер прибывает из Голландии со своими специалистами по строительству для оценки проекта на месте и приходит к выводу, что земельный участок не подходит для строительства бизнес-центра, так как увеличивает рамки бюджета. Бельковский придумывает как заставить Ван Миллера подписать сделку по продаже проекта. Журавскому не нравится, что сделка по «Голландскому пассажу» может состояться и предлагает Никифорову через своих подчиненных показать запись с компрометирующим Нефедова интервью Ван Миллеру. Но запись не убеждает Ван Миллера отказаться от сделки из-за шантажа со стороны Нефедова. Сделка по пассажу все-таки совершается.
Нефедов также проводит хитрую комбинацию с акциями порта: принимает решение о дополнительной эмиссии акций порта, тем самым оставляя контрольный пакет акций у себя, и, будучи держателем контрольного пакета акций решает продать порт государственной компании. Учитывая, что Журавский дал обещание Звереву компенсировать заложенные акции порта, государству приобретение морского порта далось в два раза дороже.
Сохатый узнает о факте продажи морского порта государственной компании от японцев, обратившихся к Баюну за помощью. Японцы недовольны и предъявляют Сохатому финансовые претензии и рекомендуют к ним отнестись максимально серьёзно и рассчитаться. Баюн прилетает из Красноярска, отчитывает Сохатого и приказывает своим людям убить Сохатого, но Баюн со своими людьми погибают от рук японского киллера — это предупреждение Сохатому от японцев.
Марина решает сделать выбор в пользу Колосова. Знакомит его с отцом. Во время встречи с Нефедовым Колосов успевает скопировать содержимое флешки Нефедова, в которой содержатся компроматы на чиновников и должностных лиц. Марина и Стаc едут венчаться. Сразу после венчания они сталкиваются с Володей. Володя из ревности стреляет Марине в спину. Колосов убивает Володю и его подручного.
Бельковский, возвращаясь домой, погибает в лифте от рук киллера. Как оказывается позже, смерть Бельковского была выгодна Нефедову, так как со всеми преступлениями был связан именно Бельковский, а это могло вывести на Нефедова. Нефедов, празднуя очередную победу с Максом, узнает о смерти своей дочери по телевидению.
На девятый день на кладбище после смерти Марины Колосов встречает Нефедова, но становится ясно, что в смерти Марины Стас винит именно её отца, считая, что она погибла из-за его бандитских интриг. Стас успевает передать в ФСБ скопированные им файлы Нефедова. Колосова убивают прямо на кладбище по поручению Сохатого. Действие Голландского пассажа заканчивается.

## В ролях
- Евгений Сидихин — подполковник милиции Никита Никитич Кудасов
- Ян Цапник — Игорь Николаевич Никифоров, журналист
- Дмитрий Щербина — Станислав Борисович Колосов, оперуполномоченный (убит «Сохатым» в 12 серии)
- Александр Песков — Владимир Дмитриевич Нефёдов («Наф-Наф»), криминальный авторитет
- Юрий Ицков — Валентин Иванович Лосев («Сохатый»), вор в законе
- Константин Воробьёв — Борис Аркадьевич Бельковский, помощник Нефедова (убит в 12 серии)
- Сергей Кудрявцев — Михаил Васильевич Потапов
- Сергей Плескин — Денис Васильевич Прошин, оперуполномоченный
- Евгений Славский — Сергей Тарасов, оперуполномоченный
- Михаил Горевой — Максим Алексеевич Федоров
- Вадим Малышев — Алексей Корнеев («Наждак») (убит «Кудасовым» в 11 серии)
- Пётр Журавлёв (озвучивание: Аркадий Волгин) — Сергей Сергеевич Журавский, генерал-майор ФСБ
- Мирослав Малич — Филипп, видеооператор, коллега Никифорова (убит «Левадой» в 7 серии)
- Ксения Каталымова — майор милиции Наталья Анисимова (убита «Кудасовым» в 11 серии)
- Ольга Павловец — Марина Владимировна Нефёдова, дочь «Наф-Нафа» (убита «Володей» в 12 серии)
- Кирилл Плетнёв — Владимир Валентинович Лосев, сын «Сохатого» (убит «Колосовым» в 12 серии)
- Витас Эйзенах — Эрик ван Миллер
- Владимир Дюков (озвучивание: Артур Ваха) — генерал-майор милиции Владимир Иванович, начальник ГУВД по Санкт-Петербургу и Ленинградской области
- Александр Зыблев — Роман Берзин (отравлен людьми Нефедова в 6 серии)
- Виталий Коваленко — киллер Григорий Жихарев («Левада»), сослуживец Колосова (убит «Колосовым» в 10 серии)
- Ринат Ибрагимов — «Тимак», телохранитель «Сохатого» (убит «Баюном» в 12 серии)
- Александр Глинский — «Ступа», телохранитель Лосева (убит «Колосовым» в 12 серии)
- Виктор Хозяинов — Юрий Зиновьев
- Алексей Федькин — Олег Новиков, председатель инвестиционного комитета
- Александр Ронис — Гришин, крупье (убит «Левадой» в 8 серии)
- Леонид Коронов — капитан милиции, сотрудник ДПС
- Елена Баркова — Лаура
- Николай Гравшин — «Баюн» (убит японской мафией в 12 серии)
- Михаил Разумовский — Александр Андреевич Зверев, бывший оперуполномоченный, бывший охранник, предприниматель
- Магомед Костоев (озвучивание: Алексей Гурьев) — «Тефаль», бандит из банды «Наждака»
- Дмитрий Александров — Константин Репенин («Репа») (убит «Левадой» в 4 серии)
- Алёна Биккулова — Наталья Куницина, сожительница Репенина
- Алексей Телеш — Игорь Мартынюк, директор завода (убит «Левадой» в 7 серии)
- Игорь Павлов — Александр Андреев, брат Мартынюка (убит «Левадой» в 3 серии)
- Аркадий Шароградский — Носков (убит Берзиным в 3 серии)
- Анатолий Хропов — Кирилл Самсонов (убит «Левадой» во 2 серии)
- Евгений Ганелин — Горюнов
- Кирилл Датешидзе — редактор телевидения
- Мария Одегова — Мария
- Юрис Лауциньш — алкаш
- Дмитрий Карпов — Антон Петров
- Геннадий Голубев — «Валет», шулер (убит «Володей» в 5 серии)
- Андрей Павловец — Анатолий Владимирович Кучеренко, председатель комитета по инвестициям (убит «Левадой» во 2 серии)
- Михаил Самочко — Иваныч, помощник Берзина (серии 3—4)

## Съёмочная группа
- Режиссёр: Сергей Винокуров
- Сценаристы: Андрей Иванов, Дмитрий Рубин, Андрей Константинов (персонажи (не согласовано))
- Оператор: Игорь Берсон
- Композитор: Игорь Корнелюк
- Звукорежиссёр: Иван Гусаков
- Художник: Игорь Тимошенко
- Продюсер: Владимир Досталь
- Производство: «ДомФильм» при участии студии «Кинопитер»